# Gin Xoriguer
El Gin Xoriguer és una ginebra elaborada a Menorca, amb la denominació geogràfica Gin de Menorca. El combinat d'aquest licor amb llimonada s'anomena Pomada o gin amb llimonada i és molt típic a l'illa. Amb els anys, va adquirir una bona reputació tot arreu el món.
Els mariners i soldats anglesos, que passaven per Menorca durant la sobirania britànica al llarg del segle xviii, no trobaven gin a les tavernes de l'illa. Per aquest motiu, alguns artesans maonesos decidiren començar a fabricar-ne i fou així com la beguda hi arrelà. Dècades més tard, el 1945, Miquel Pons i Justo fundà la marca de ginebra Xoriguer, prenent el nom del molí que havia sigut el negoci de la seva família fins llavors. Aquest molí apareix a les etiquetes de les ampolles de Gin Xoriguer. Fins al 2012 a la seva jubilació, Xavier Mora, gendre del fundador, va dirigir l'empresa familiar i Adolf Vilafranca va reprendre l'empresa.
El 2015 va rebre una medalla d'or a San Francisco, al concurs World Spirits Competition, un dels més importants del món.